# Кампань-д’Арманьяк
Кампа́нь-д’Арманья́к (фр. Campagne-d'Armagnac) — коммуна во Франции, находится в регионе Юг — Пиренеи. Департамент — Жер. Входит в состав кантона Казобон. Округ коммуны — Кондом.
Код INSEE коммуны — 32073.

## География

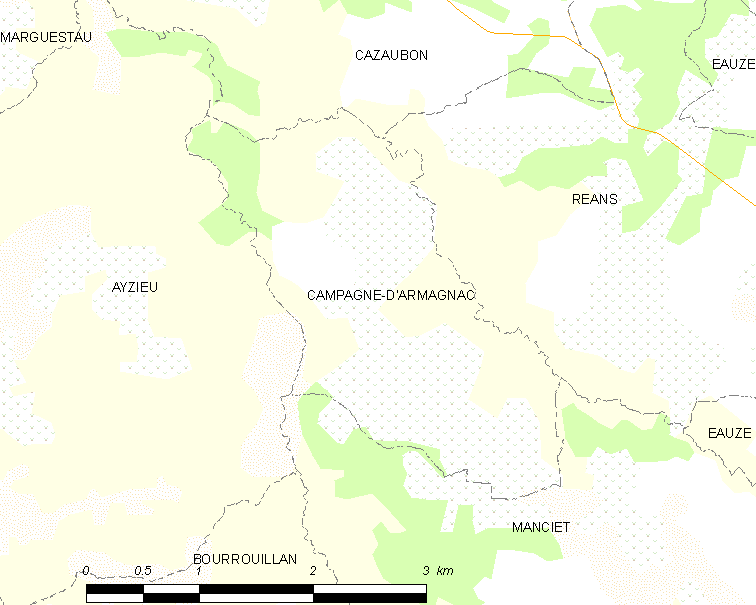
Карта коммуны

Коммуна расположена приблизительно в 590 км к югу от Парижа, в 120 км западнее Тулузы, в 55 км к северо-западу от Оша.
На западе коммуны протекает река Дуз.

## Климат
Климат умеренно-океанический. Лето жаркое и немного дождливое, температура часто превышает 35 °С. Зимой часто бывает отрицательная температура и ночные заморозки. Годовое количество осадков — 700—900 мм.

## Население
Население коммуны на 2010 год составляло 199 человек.
| 1962 | 1968 | 1975 | 1982 | 1990 | 1999 | 2010 |
| ---- | ---- | ---- | ---- | ---- | ---- | ---- |
| 288  | 255  | 207  | 188  | 176  | 167  | 199  |

## Администрация
| Период | Период | Фамилия      | Партия        | Примечания |
| ------ | ------ | ------------ | ------------- | ---------- |
| 2001   | 2008   | Робер Фарбос | Разные правые |            |
| 2008   | 2020   | Клод Веттор  |               |            |

## Экономика
В 2010 году среди 114 человек трудоспособного возраста (15-64 лет) 75 были экономически активными, 39 — неактивными (показатель активности — 65,8 %, в 1999 году было 71,0 %). Из 75 активных жителей работали 67 человек (36 мужчин и 31 женщина), безработных было 8 (3 мужчин и 5 женщин). Среди 39 неактивных 1 человек был учеником или студентом, 25 — пенсионерами, 13 были неактивными по другим причинам.